# Strategia dla Polski

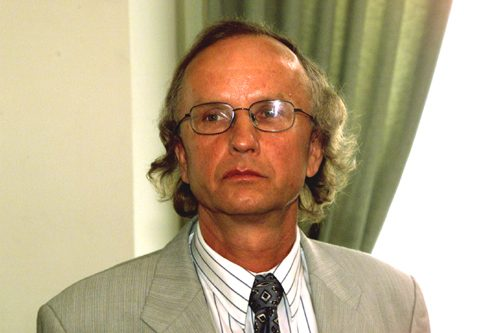
Prof. Grzegorz Kołodko (2002)

Strategia dla Polski – średniookresowy program reform strukturalnych i rozwoju społeczno-gospodarczego opracowany w 1994 roku przez wicepremiera i ministra finansów Grzegorza W. Kołodko, realizowany w latach 1994−1997.

## Prezentacja
9 czerwca 1994 Grzegorz Kołodko rozpoczął prezentację w Sejmie RP Strategii dla Polski słowami Eugeniusza Kwiatkowskiego:

„Zadania obecnego pokolenia Polski, a może i następnego – choć są niezwykle ciężkie, trudne i powikłane – nie są godne szczególnej zazdrości.
Dziełem naszym może być tylko głębokie przeoranie gleby państwowej we wszystkich kierunkach, scalenie jej rozdartych części, wydobycie na wierzch najurodzajniejszych warstw. (...)”.

Kołodko w swojej prezentacji zwrócił uwagę na 6 podstawowych problemów, które miały zostać rozwiązane dzięki Strategii dla Polski. Problemy te dotyczyły:
1. kontynuacji transformacji ustrojowej;
2. dynamicznego i szybkiego wzrostu gospodarczego;
3. stabilności systemowej;
4. związków między władzą a opozycją w realizacji programów strategicznych;
5. międzynarodowego kontekstu Strategii;
6. sposobu wcielania w życie Strategii.

W swoim przemówieniu Kołodko podkreślał, że Strategia dla Polski nie jest zestawem obietnic, planem centralnym, ani spisem założeń ideowych. Miał to być zestaw sposobów na rozwiązanie najtrudniejszych problemów w polskiej gospodarce i przyczynek do poprowadzenia społecznej debaty, w której głos miałyby różne grupy polskiego społeczeństwa.
Dyskusja nad „Strategią dla Polski” była kontynuowana w Sejmie 23 czerwca 1994, kiedy wicepremier i minister finansów Grzegorz W. Kołodko, odpowiadał na pytania i komentarze posłów. W swoim wystąpieniu wicepremier Kołodko apelował o wsparcie dla realizacji „Strategii dla Polski” wskazując, że większość zapisów tego programu nie powinna być przedmiotem walki politycznej. Szczególnie wokół pięciu strategicznych obszarów można zbudować kompromis wszystkich sił politycznych. Te obszary to: reforma systemu zabezpieczeń społecznych, redukcja długu publicznego, inwestowanie w kapitał ludzki, rozwój obszarów wiejskich i proces integracji europejskiej.

## Struktura Strategii dla Polski
Punktem wyjścia do opracowania Strategii dla Polski były 44 tezy w sprawie kształtowania polityki gospodarczej, które profesor Grzegorz W. Kołodko przedstawił premierowi Waldemarowi Pawlakowi 21 października 1993 r. podczas konsultacji zmierzających do obsadzenia stanowiska Wicepremiera i Ministra Finansów.
Strategia dla Polski składała się z 10 punktów.
Pierwszy punkt strategii postulował zmniejszenie społecznych kosztów reform. Odwoływał się do powszechnego przekonania, że w przypadku transformacji ustrojowej można było osiągnąć więcej przy mniejszej społecznej dotkliwości reform.
Drugi punkt strategii przedstawiał zarys sposobu przeprowadzania reform w kraju. Miałoby się to odbywać w inny sposób niż dotychczas. Zaprezentowana Strategiczna Koncepcja Zrównoważonego Rozwoju kładła nacisk na trzy priorytety:
- szybki wzrost gospodarczy,
- stabilizację systemową i makroekonomiczną,
- poprawę warunków życia.

W trzecim punkcie proponowano nowe negocjacyjne reguły podziału efektów pracy. W obliczu licznych konfliktów interesów ekonomicznych za konieczne uznano, aby negocjacje płacowe były rozwiązywane w systemie zdecentralizowanym i nie wywoływały politycznych zawirowań. Zaproponowano partnerski system stosunków pracy i regulacji wynagrodzeń.
Czwarty punkt Strategii mówi o podtrzymaniu szybkiego wzrostu gospodarczego, który w latach 1994–1997 miał wynieść około 22%, czyli średnio 5% rocznie (w cenach stałych). Utrzymaniu wysokiego tempa rozwoju gospodarczego miałaby służyć polityka mobilizowania krajowych oszczędności.
W piątym punkcie podkreślono konieczność stabilizacji makroekonomicznej i stabilności systemowej. Miało temu służyć zredukowanie narastania długu publicznego, tak aby nie przekraczał on 60% PKB. Deficyt budżetowy miał być ograniczony z ponad 6% w roku 1992 do 2–3% w roku 1997. Ponadto inflacja cenowa miała zostać zmniejszona, co sprzyjałoby wzrostowi skłonności do oszczędzania oraz wielkość inwestycji, które miały zwiększać się szybciej niż produkt krajowy. Ograniczenie wzrostu cen pociągałoby także za sobą wzrost wydajności pracy.
Szósty punkt Strategii postulował ogólną poprawę warunków życia, która miała się przejawiać w „elementarnym poczuciu bezpieczeństwa socjalnego, którego utrata w ostatnich latach jest główną przyczyną społecznej frustracji”. Stopa bezrobocia miała spaść z 16% w 1994 r. do ok. 14% w 1997 r.
W siódmym punkcie zakładano, że Polska zwiększy międzynarodową konkurencyjność gospodarki. Miało to świadczyć o sukcesie przeprowadzonych reform. Nacisk kładziono przede wszystkim na produkcję na eksport, która miała być dźwignią dynamizującą gospodarkę. Niezbędny miał być także dopływ kapitału zagranicznego.
Ósmy punkt Strategii mówi o konieczności dążenia do jak najszybszego wejścia do Unii Europejskiej.
W dziewiątym punkcie nakreślono reformę centrum gospodarczego. Stworzony miał zostać instytucjonalnie wyodrębniony skarb państwa, Ministerstwo Gospodarki oraz Ministerstwo Międzynarodowej Integracji Gospodarczej. Miało to na celu usprawnić sterowanie procesami ekonomicznymi i sprzyjać decentralizacji przy zarządzaniu tymi procesami.
W ostatnim punkcie postulowano podtrzymanie ogólnie pojętego pokoju i spokoju. Odnosił się on zarówno do sytuacji zewnętrznej, jak i krajowej. Niezbędny miałby być trwały spokój społeczny. Tylko wtedy możliwe miało być przeprowadzenie założonych reform i odniesienie sukcesu.
Strategia prezentowała prognozę podstawowych wskaźników ekonomicznych na lata 1994–1997.
W dalszej części Strategii dla Polski omówionych zostało 10 programów węzłowych, takich jak: partnerskie stosunki pracy i negocjacyjny mechanizm regulacji płac, reforma systemu zabezpieczenia społecznego, przeciwdziałanie bezrobociu, rozwój obszarów wiejskich, inwestowanie w kapitał ludzki, zarządzanie majątkiem państwowym oraz procesy przekształceń własnościowych, średniookresowa strategia finansowa, rozwój i reforma sektora finansowego, bezpieczeństwo obrotu gospodarczego i absorpcja szarej strefy, międzynarodowa konkurencyjność polskiej gospodarki. Każdy z programów węzłowych został zaprezentowany poprzez opisanie: diagnozy, celów, środków realizacji celów, zagrożeń i głównych kryteriów wykonawczych.

## Wyniki realizacji strategii
W latach 1994–1997 polski produkt krajowy brutto per capita zwiększył się realnie o 28%, tj. 6.3% średniorocznie. Bezrobocie spadło o jedną trzecią a inflacja o dwie trzecie. 
W wyniku postępu w sferze budowy instytucji gospodarki rynkowej Polska została w 1996 roku przyjęta do Organizacji Współpracy Gospodarczej i Rozwoju (OECD).